# 欽ちゃんの仮装大賞の作品一覧 (31回-40回)
萩本欽一(欽ちゃん)が司会を務めた『欽ちゃんの仮装大賞』の第31回から第40回までの概要と作品の一覧。

## 第31回
欽ちゃんの爆笑仮装コンテスト! 第31回全日本仮装大賞
- 放送日 - 1990年10月7日(日)19:00 - 20:54
- 収録日 - 1990年9月15日(土)
- 会場 - 東京・後楽園ホール
- ナレーター(仮装) - 堀敏彦(金田一耕助)
- 欽ちゃんの仮装 - シャーロック・ホームズ
- 審査員(太字は審査員長) - 仮装(テーマ「小説の主人公」)
  - 山本晋也 - ロビンソン・クルーソー（第13回以来の2度目）
  - 松本典子 - 赤毛のアン
  - 高嶋政伸 - 三銃士
  - 兵藤ゆき - 消防士
  - 青島幸男 - 姿三四郎
  - 藤田弓子 - 伊豆の踊子
  - 小牧ユカ - ハムレット
  - 喰始 - 金色夜叉
  - 福島正明 ※ザテレビジョン - 宮本武蔵
  - 高尾友行 ※報知新聞 - 佐々木小次郎
  - 間寛平 ※口頭のみの審査

作品について
- 応募総数 - 4132組
- 出場 - 40組
- 合格 - 27組
- 満点 - 2組
- 合格率 - 67.50%
- 満点率 - 5.00%

- 合格点 - 20点満点中15点以上
- 最高点 - 20点
- 最低点 - 6点
- 平均点 - 15.10点

| No. | 作品                   |   | 点数 | 賞             | 備考                                     |
| --- | ---------------------- | - | ---- | -------------- | ---------------------------------------- |
| 1   | 花火大会               | ○ | 16点 |                |                                          |
| 2   | シンデレラ             | ○ | 19点 |                |                                          |
| 3   | ピッチングマシーン     | ○ | 16点 |                |                                          |
| 4   | 引越し                 | ○ | 16点 |                |                                          |
| 5   | アヒル                 | ○ | 15点 |                |                                          |
| 6   | 野生の王国             |   | 10点 |                | 9点からトーク中に+1点                    |
| 7   | 忍者                   | ○ | 16点 |                |                                          |
| 8   | ポチャン               | ○ | 18点 | アイデア賞     |                                          |
| 9   | ポラロイドカメラ       | ○ | 20点 | 準優勝         | 19点からトーク中に+1点(後述)             |
| 10  | イルカの曲芸           |   | 10点 |                |                                          |
| 11  | ムカデ                 | ○ | 15点 | 努力賞         | 11点から繰り上げ合格(後述)               |
| 12  | 私のお気に入り         |   | 10点 |                | 8点からトーク中に+2点                    |
| 13  | 花物語                 | ○ | 20点 | 優勝           | 19点からトーク中に+1点                   |
| 14  | クモの巣               | ○ | 18点 |                |                                          |
| 15  | おもち                 | ○ | 16点 |                |                                          |
| 16  | タコとイカ             | ○ | 19点 |                |                                          |
| 17  | 魔法のランプ           |   | 06点 |                |                                          |
| 18  | カモの引越し           |   | 11点 |                |                                          |
| 19  | 鳳仙花                 | ○ | 18点 | ファンタジー賞 |                                          |
| 20  | ワニのくしゃみ         | ○ | 16点 |                |                                          |
| 21  | こんな夢を見た         | ○ | 15点 |                |                                          |
| 22  | コアラ                 | ○ | 19点 | 演技賞         | 第13,16,45回優勝組                       |
| 23  | ハンフリー・ボガート   |   | 14点 |                |                                          |
| 24  | ほたる                 | ○ | 18点 |                | 第29,37回優勝組                          |
| 25  | 晩秋                   |   | 12点 |                |                                          |
| 26  | 名画「富士山」         |   | 11点 |                |                                          |
| 27  | 夕焼け小焼け           |   | 13点 |                | 第9回優勝組                              |
| 28  | 天使                   | ○ | 15点 |                |                                          |
| 29  | 鵜飼い                 |   | 09点 |                |                                          |
| 30  | 透明人間               |   | 11点 |                |                                          |
| 31  | ドライブ               | ○ | 16点 |                |                                          |
| 32  | UFO空中停止            | ○ | 16点 |                |                                          |
| 33  | ストレッチング         | ○ | 18点 | ユーモア賞     | 17点からトーク中に+1点                   |
| 34  | スポーツの秋           |   | 13点 |                |                                          |
| 35  | 小錦対若花田           | ○ | 18点 | 第3位          | 第26回優勝組                             |
| 36  | ホエール・ウォッチング | ○ | 16点 |                |                                          |
| 37  | 蜂の巣                 | ○ | 16点 |                |                                          |
| 38  | 熱気球                 |   | 11点 |                |                                          |
| 39  | 修行                   | ○ | 19点 | 技術賞         |                                          |
| 40  | 合格ライン             | ○ | 19点 |                | 出演:ダウンタウン 18点からトーク中に+1点 |

優勝 - 13番 花物語
4歳の少女がいろいろな花をラップ調の唄に乗せて表現。1人で演じる作品での優勝の最年少記録。
準優勝 - 9番 ポラロイドカメラ
フレームに貼られた皮膜に水をかけていって、ボラロイド写真が完成するまでの過程を表現。演技中に、写真に写る少年役の鼻と口が皮膜でふさがり、自ら手を使って皮膜を取ってしまったことで審査員の喰始がそれを指摘し19点だったが、欽ちゃんのフォローで20点になった。
第3位 - 35番 小錦対若花田
1人の人間が、2人の力士の取り組みをリアルに表現。
技術賞 - 39番 修行
読経や座禅などの修行で「修行が足りん!」と怒られるお坊さんが、最後に強烈な滝に打たれて滝行をするストーリー。
努力賞 - 11番 ムカデ
10人の小学生が指をムカデの足に見立てて葉の上を行き来する様を表現。演技中は人数や演じ方が表側から一切わからず11点で不合格だったが、演技後に審査員たちに解説したことで繰り上げの15点で合格となり受賞となった。
ファンタジー賞 - 19番 鳳仙花
鳳仙花がしぼみ種が次々に飛び出す様を表現。最後は、飛び出したたくさんの種から発芽して花が咲く。
演技賞 - 22番 コアラ
1人の少女が登場してY字バランスをすると、一瞬にして樹木につかまるコアラに変身。
ユーモア賞 - 33番 ストレッチング
背筋のストレッチ運動で、勢いあまって胴体が腰の部分から折れて後ろに行ってしまう様子を表現。
アイデア賞 - 8番 ポチャン
井戸に小石を落とすと上からの視点に変わり、小石が水面に落ちて水しぶきがあがる様子を手と一円玉で表現。途中で視点が変わる作品の秀作。
40番 合格ライン ※出演-ダウンタウン
ダウンタウンのガキの使いやあらへんで!!の企画において、ガキの使いのトークの中でこの企画が浮かび、「カメレオン」という作品で第30回に一般出場者で挑戦。しかし仮装大賞をなめていた二人は、その予選の厳しい雰囲気に飲まれ、またネタ自体もグダグダだったため本選に出場することなく不合格となった。今大会でリベンジを誓った二人は浜田雅功が欽ちゃんに扮し、松本人志がぶら下がり健康器につかまり、得点パネルの点数の上がっていく様を表現するネタで再度予選に挑戦し合格。辛口の山本監督をして「体力を使っていて、気迫が伝わってきた」「見直した」と言わしめる内容で、19点を獲得したが、受賞は何も獲得しなかった。番組の企画として（素人時代の竹中直人とイジリー岡田を除く）芸能人初の出場者となり、以後多くの芸能人や番組がこの企画を真似た。欽ちゃんの特徴をよく捉えた浜田のモノマネが冴え渡っていた。ちなみに予選での作品のタイトルは「よかったよ〜ん!」であった。
- その他備考
  - 同年9月15日の収録当日は大雨のため新幹線がストップ、そのため新幹線の中で8時間も缶詰状態だった間寛平は25番のトーク中にようやく会場に到着。その後、高尾友行と1点ずつの持ち点で勝手に審査をするが、欽ちゃんの指摘で結局最後まで口頭だけでの審査を行った。
  - この回より第33回まで、提供テロップ挿入時のテーマ曲ブリッジに乗せて、野球拳の動きを取り入れた振り付けをエスコートガールが披露している。

## 第32回
平成3年おめでとうスペシャル! 欽ちゃんの新春爆笑仮装コンテスト! 第32回全日本仮装大賞
- 放送日 - 1991年1月1日(火)18:30 - 20:54 ※生放送
- 会場 - 東京・後楽園ホール
- ナレーター(仮装) - 堀敏彦(スイスのチロル)
- 欽ちゃんの仮装 - 獅子舞
- 審査員(太字は審査員長) - 仮装(テーマ「世界の民族衣装」)
  - 岡田眞澄 - トルコ・闘いの衣装
  - 兵藤ゆき - バリ島・花嫁
  - 林家こぶ平 ※現:林家正蔵 - スコットランド・キルト
  - 有森也実 - スペイン・フラメンコ
  - 青島幸男 - 中国・宮廷衣装
  - 藤田弓子 - インド・サリー
  - レパード玉熊 - メキシコ・ポンチョ
  - アグネス・チャン - ペルー・村祭りの衣装
  - 広沢克己 - アラブ・大富豪
  - 山本晋也 - 北極・エスキモー

作品について
- 応募総数 - 11736組
- 出場 - 52組
- 合格 - 38組
- 満点 - 3組
- 合格率 - 73.08%
- 満点率 - 5.77%

- 合格点 - 20点満点中15点以上
- 最高点 - 20点
- 最低点 - 8点
- 平均点 - 14.96点

| No. | 作品                 |   | 点数 | 賞             | 備考                   |
| --- | -------------------- | - | ---- | -------------- | ---------------------- |
| 1   | 初荷                 | ○ | 16点 |                |                        |
| 2   | 日本のお正月         | ○ | 16点 |                |                        |
| 3   | カルタ取り           | ○ | 18点 |                |                        |
| 4   | 魚河岸               | ○ | 17点 |                |                        |
| 5   | 動物の赤ちゃん       | ○ | 18点 | ユーモア賞     |                        |
| 6   | バトンタッチ         |   | 08点 |                |                        |
| 7   | モグラたたき         | ○ | 15点 |                | ハワイからの出場       |
| 8   | アンパンマン         | ○ | 15点 |                |                        |
| 9   | うさぎとかめ         |   | 12点 |                | 第26回優勝組           |
| 10  | えのぐ               | ○ | 17点 | 演技賞         | 第33回優勝組           |
| 11  | 正義の味方           | ○ | 16点 |                | 出演:たむらけんじ      |
| 12  | 火の用心             | ○ | 16点 |                | 第31回優勝組           |
| 13  | 夢の絵本             | ○ | 16点 |                |                        |
| 14  | タコつぼ             |   | 11点 |                |                        |
| 15  | コップの水           | ○ | 17点 |                |                        |
| 16  | 気球                 | ○ | 15点 |                |                        |
| 17  | 頭突き               | ○ | 18点 | アイデア賞     | 17点からトーク中に+1点 |
| 18  | そろばん             | ○ | 20点 | 優勝           |                        |
| 19  | 切れ味               |   | 14点 |                |                        |
| 20  | 日本列島の四季       |   | 11点 |                |                        |
| 21  | Mr.マリック          | ○ | 15点 |                |                        |
| 22  | もうすぐ春           | ○ | 15点 |                | 14点から繰り上げ合格   |
| 23  | キングコング         | ○ | 16点 |                |                        |
| 24  | チューリップ         | ○ | 17点 |                |                        |
| 25  | テレフォンカード     | ○ | 15点 |                | 12点から繰り上げ合格   |
| 26  | とび箱               | ○ | 15点 |                |                        |
| 27  | 柿ドロボー           | ○ | 15点 |                |                        |
| 28  | 打ち上げ花火         | ○ | 15点 |                | 第27回優勝組           |
| 29  | 打ち上げ花火         | ○ | 15点 |                |                        |
| 30  | アイススケート       | ○ | 18点 | ファンタジー賞 | 第13,16,45回優勝組     |
| 31  | コブラ               |   | 08点 |                |                        |
| 32  | お花畑               |   | 08点 |                |                        |
| 33  | コピー               | ○ | 18点 |                |                        |
| 34  | がい骨のダンス       | ○ | 20点 | 準優勝         |                        |
| 35  | おにぎり             | ○ | 15点 |                | ニューヨークからの出場 |
| 36  | お歳暮               | ○ | 15点 |                |                        |
| 37  | 福岡名産             | ○ | 15点 |                |                        |
| 38  | コピー               | ○ | 20点 | 第3位          |                        |
| 39  | オランウータン       |   | 12点 |                | 第29,37回優勝組        |
| 40  | お風呂               |   | 09点 |                |                        |
| 41  | ダンス人形           |   | 14点 |                |                        |
| 42  | インディ・ジョーンズ |   | 14点 |                |                        |
| 43  | 駅                   |   | 11点 |                |                        |
| 44  | 超高速エレベーター   | ○ | 19点 | 技術賞         |                        |
| 45  | くじゃく             | ○ | 16点 |                |                        |
| 46  | フレッシュミルク     |   | 11点 |                | ハワイからの出場       |
| 47  | バナナ               | ○ | 16点 |                |                        |
| 48  | ガラス               | ○ | 15点 |                |                        |
| 49  | ジャンプ中継         |   | 11点 |                |                        |
| 50  | 換気扇               | ○ | 17点 | 努力賞         |                        |
| 51  | 雪だるま             | ○ | 15点 |                |                        |
| 52  | 空気入れ             | ○ | 17点 |                |                        |

優勝 - 18番 そろばん
少年少女が顔を白く塗った上にパンストを被った顔をそろばん玉に見立て、上下に顔を動かして計算をする。演技終了時に一瞬で20点が入り、欽ちゃんや青島審査員長も「100万円（優勝）が近い」「何度も何度も稽古しなきゃできない」と絶賛した。
準優勝 - 34番 がい骨のダンス
白いプラスチック製のスプーンやフォークを使って、ガイコツのユーモラスなダンスを表現。
第3位 - 38番 コピー
コピー機にサラリーマンが入ると、大量のサラリーマンのコピーが出てくる作品。
技術賞 - 44番 超高速エレベーター
500階から超高速で下降するエレベーターで無重力になる様子を表現。
努力賞 - 50番 換気扇
鉄棒の連続前回りで換気扇の羽根が回る様を表現。以後、第42回15番『換気扇』など模倣作品が続出しているが、この作品が元祖である。
ファンタジー賞 - 30番 アイススケート
氷のないステージで、木と雪だるまに扮した演者が紐をひっぱることで少女がリンクの上で華麗に滑る姿を表現。
演技賞 - 10番 えのぐ
絵の具チューブの端を押してグニュッと出てくる絵の具の様子を、足や手に赤い布を巻いて表現。
ユーモア賞 - 5番 動物の赤ちゃん
少女が1人でいろいろな動物の赤ちゃんに扮し、最後はブリッジでキリンの赤ちゃんを表現。
アイデア賞 - 17番 頭突き
空手家が床に頭突きをすると、一瞬にして床が割れる。
11番 正義の味方 ※出演-たむらけんじ
当時高校生だったたむらけんじが友人と2人で出場。合格はしたが、小道具（正義の味方の顔）のクオリティが低いと山本監督に厳しく突っ込まれた。なお、この模様はたむらがゲスト出演した『嵐の宿題くん』(2007年11月12日放送)でも紹介された。
- その他備考
  - 不合格者や子供にお年玉が配られた最後の回となる。以降、2001年の例外を除いて本番でのお年玉システムは消滅。
  - ポスト型の台の形状がこの回だけ若干変更。
  - 中央幕奥のホリゾント幕に初めてカラー照明が使用される。
  - 動物ネタの不合格が続出したため、番組後半には欽ちゃんが「あ!次、動物ネタですね」「心配でした、動物ネタは」などと危惧する場面もあった。皮切りとなった6番『バトンタッチ』の羊役の男性は、その容姿から欽ちゃんに「ブタさーん!」と呼ばれていじられていた。以後、不合格者のエスコートのほとんどは、エスコートガールではなく動物ネタ集団によって行われた。
  - 生放送で時間もなかったが、全作品終了後に前回優勝の第31回13番『花物語』がVTR放送された。
  - 第31回に引き続き、エスコートガールが振り付けを披露した。

## 第33回
欽ちゃんの爆笑仮装コンテスト! 第33回全日本仮装大賞
- 放送日 - 1991年5月4日(土)19:00 - 20:54 ※生放送
- 会場 - 東京・後楽園ホール
- ナレーター(仮装) - 堀敏彦(ばいきんまん)
- 欽ちゃんの仮装 - ルパン三世
- 審査員(太字は審査員長) - 仮装(テーマ「漫画の主人公」)
  - 江川卓 - 聖闘士星矢
  - 兵藤ゆき - ちびまる子ちゃんのまる子（さくらももこ）
  - 春風亭小朝 - バカボンのパパ
  - 榊原郁恵 - まじかる☆タルるートくんのタルるート
  - 岡田眞澄 - 宇宙戦艦ヤマトの沖田艦長
  - 藤田弓子 - 魔女の宅急便のキキ
  - 宍戸開 - おぼっちゃまくんの御坊茶魔
  - 石田ひかり - はいからさんが通るの花村紅緒
  - 山本晋也 - 伝染るんです。のかわうそ君
  - 松本健男 ※スポーツニッポン - 笑ゥせぇるすまんの喪黒福造

作品について
- 応募総数 - 3365組
- 出場 - 43組
- 合格 - 26組
- 満点 - 0組
- 合格率 - 60.47%
- 満点率 - 0.00%

- 合格点 - 20点満点中15点以上
- 最高点 - 19点
- 最低点 - 1点
- 平均点 - 14.19点

| No. | 作品                       |   | 点数 | 賞             | 備考                                                            |
| --- | -------------------------- | - | ---- | -------------- | --------------------------------------------------------------- |
| 1   | いつもの朝                 |   | 13点 |                |                                                                 |
| 2   | 日本昔ばなし               | ○ | 15点 |                |                                                                 |
| 3   | スキあり!                  | ○ | 16点 |                |                                                                 |
| 4   | 歯みがき                   | ○ | 15点 |                | 第29,37回優勝組                                                 |
| 5   | あした天気になーれ         | ○ | 15点 |                |                                                                 |
| 6   | ドロボー猫                 | ○ | 15点 |                |                                                                 |
| 7   | おとぎの国                 |   | 12点 |                |                                                                 |
| 8   | たこ                       | ○ | 18点 | 演技賞         |                                                                 |
| 9   | チェーンソー               | ○ | 16点 |                |                                                                 |
| 10  | ボウリング                 | ○ | 15点 |                |                                                                 |
| 11  | ナメクジ                   |   | 10点 |                |                                                                 |
| 12  | 黄色い箱                   | ○ | 15点 |                |                                                                 |
| 13  | ぼくの好きな「か」のつく物 | ○ | 15点 |                |                                                                 |
| 14  | オーイ!新聞                |   | 13点 |                |                                                                 |
| 15  | セサミストリート           |   | 14点 |                |                                                                 |
| 16  | 一陣の風                   |   | 07点 |                |                                                                 |
| 17  | 富士山                     | ○ | 16点 |                | 腕をつねって富士山を表現。11点から繰り上げ合格                  |
| 18  | 足あと                     | ○ | 17点 | 技術賞         |                                                                 |
| 19  | 必殺拳                     | ○ | 19点 | ユーモア賞     |                                                                 |
| 20  | ぼくの彼女                 | ○ | 19点 | 準優勝         |                                                                 |
| 21  | あなたが私にくれたもの     | ○ | 17点 |                |                                                                 |
| 22  | ヒュードスン!              |   | 11点 |                | 4点からトーク中に+7点                                           |
| 23  | 80秒間世界一周             | ○ | 19点 | 第3位          | 第31回優勝組                                                    |
| 24  | ミステリーサークル         | ○ | 16点 |                | 13点から繰り上げ合格                                            |
| 25  | 宇宙で食事                 | ○ | 15点 | アイデア賞     |                                                                 |
| 26  | あざらしショー             |   | 10点 |                |                                                                 |
| 27  | 助けてェ!                  |   | 09点 |                |                                                                 |
| 28  | 黒板消し                   |   | 01点 |                | 黒板消しがプロレスをするだけの作品。0点からトーク中に+1点(後述) |
| 29  | 朝ですよー                 | ○ | 15点 |                | 13点から繰り上げ合格                                            |
| 30  | 大根泥棒                   |   | 13点 |                |                                                                 |
| 31  | 打ち上げ花火               |   | 10点 |                |                                                                 |
| 32  | スカート                   | ○ | 17点 | 努力賞         |                                                                 |
| 33  | 風速40メートル             | ○ | 16点 |                | 第86回優勝組                                                    |
| 34  | 犬のお散歩                 | ○ | 18点 | ファンタジー賞 |                                                                 |
| 35  | プレゼント                 |   | 12点 |                |                                                                 |
| 36  | 童謡                       |   | 13点 |                |                                                                 |
| 37  | 赤と赤                     | ○ | 15点 |                |                                                                 |
| 38  | ザ・手ぬぐい               | ○ | 15点 |                | 第26回優勝組                                                    |
| 39  | ペンキぬりたて             | ○ | 15点 |                |                                                                 |
| 40  | バスケットボール           |   | 14点 |                |                                                                 |
| 41  | ゴールキーパーロボ         |   | 13点 |                |                                                                 |
| 42  | 水上スキー                 |   | 12点 |                |                                                                 |
| 43  | 放送終了                   | ○ | 19点 | 優勝           |                                                                 |

優勝 - 43番 放送終了
背面を灰色に塗った男性が手足をジタバタさせることで、放送終了後の砂嵐を表現。第26回54番「無法松」に続いて2度目のラスト作品が優勝。
準優勝 - 20番 ぼくの彼女
中学生の男の子がナンパしようと女の子(人形)に話しかけるがビンタを食らい続ける。
第3位 - 23番 80秒間世界一周
80秒間の間に世界の様々な名所の仮装を表現。
技術賞 - 18番 足あと
足の裏を黒く塗り廊下に見立てた板についた穴から順番に足裏を出して足跡を表現。最後は猫の足跡も登場。
努力賞 - 32番 スカート
髪の毛をスカートに見立てて吹き上げてスカートがめくれる様を表現。
ファンタジー賞 - 34番 犬のお散歩
犬用散歩ひもに針金を入れて架空の犬がいるように散歩するパントマイムのような作品。
演技賞 - 8番 たこ
二人の子供が一瞬にしてタコに変身、タコの顔役の男の子がタコ顔を表現。第29回8番・準優勝「F1グランプリ」を演じたのもこの少年。
ユーモア賞 - 19番 必殺拳
空手家が人の背中に一発かますと貫通してしまう瞬間ネタ。
アイデア賞 - 25番 宇宙で食事
宇宙遊泳を黒子で表現しラーメンを食べる。
- その他備考
  - 後楽園ホールの大規模改修前ということで、正月以外では6年ぶりの生放送を実施。春大会では最後の生放送となった。
  - 青島幸男が癌闘病のため出演を辞退、急遽岡田眞澄が審査員長を務めた。
  - 21番『あなたが私にくれたもの』の演技中に、女の子が衣装だけでなくズボンまで脱いでしまうハプニングが発生、生放送のためそのまま放映。
  - 28番『黒板消し』で史上初めて0点で不合格の鐘が鳴る。しかし演技終了後のインタビュー中に審査員の松本健男(スポーツニッポン)が「0点自体が大変珍しくユニークな出来事。新聞記事としても面白い」という理由により1点加点。そのため、真の0点（サービスポイント無く0点のまま退場）は2018年の第95回を待つことになる。
  - 第18回以来5年ぶりの満点0組。

## 第34回
欽ちゃんの爆笑仮装コンテスト! 第34回全日本仮装大賞
- 放送日 - 1991年10月5日(土)19:00 - 20:54
- 会場 - 東京・後楽園ホール
- ナレーター(仮装) - 堀敏彦(ラガーマン)
- 欽ちゃんの仮装 - 相撲の行司
- 審査員(太字は審査員長) - 仮装(テーマ「スポーツ選手」)
  - 岡田眞澄 - フェンシング（第24回以来の2度目）
  - 未唯 ※当時はMIEで紹介されている - 乗馬
  - ガッツ石松 - 競輪
  - 森公美子 - ソフトボール
  - 植木等 - 剣道
  - 藤田弓子 - 弓道
  - 立松和平 - 登山
  - 松本明子 - テニス
  - 山本晋也 - ジョッキー
  - 松本健男 - アメリカンフットボール

作品について
- 応募総数 - 3209組
- 出場 - 43組
- 合格 - 31組
- 満点 - 0組
- 合格率 - 72.09%
- 満点率 - 0.00%

- 合格点 - 20点満点中15点以上
- 最高点 - 19点
- 最低点 - 9点
- 平均点 - 14.86点

| No. | 作品                   |   | 点数 | 賞             | 備考                   |
| --- | ---------------------- | - | ---- | -------------- | ---------------------- |
| 1   | ジェットスキー         | ○ | 15点 |                | 第9回優勝組            |
| 2   | ぞうきん               | ○ | 15点 |                | 14点から繰り上げ合格   |
| 3   | かき氷                 | ○ | 19点 | ファンタジー賞 |                        |
| 4   | 天気予報               | ○ | 17点 | 第3位          |                        |
| 5   | ジェットコースター     |   | 10点 |                |                        |
| 6   | ぶぅ〜ん               | ○ | 15点 |                | 14点から繰り上げ合格   |
| 7   | ウルトラマン           | ○ | 15点 |                |                        |
| 8   | ザリガニとり           |   | 09点 |                |                        |
| 9   | 無公害車               | ○ | 17点 |                |                        |
| 10  | だんご虫               | ○ | 16点 | 努力賞         |                        |
| 11  | 日焼け                 | ○ | 15点 |                | 11点から繰り上げ合格   |
| 12  | いそぎんちゃく         | ○ | 17点 |                |                        |
| 13  | TVショッピング         |   | 11点 |                |                        |
| 14  | 八百屋さん             | ○ | 16点 |                |                        |
| 15  | ルアー・フィッシング   |   | 13点 |                |                        |
| 16  | 手あそびの歌           | ○ | 19点 | 優勝           |                        |
| 17  | 家&ヘイ                | ○ | 19点 | ユーモア賞     |                        |
| 18  | 今どきの子供           |   | 11点 |                |                        |
| 19  | ヘアースタイル         |   | 10点 |                |                        |
| 20  | リンゴ村から           | ○ | 17点 | 演技賞         | 15点からトーク中に+2点 |
| 21  | 竹の子                 | ○ | 15点 |                |                        |
| 22  | 通行止め               | ○ | 16点 |                | 第13,16,45回優勝組     |
| 23  | ジョーズ               | ○ | 16点 |                |                        |
| 24  | ジュークボックス       | ○ | 16点 |                |                        |
| 25  | ネコの目               |   | 11点 |                |                        |
| 26  | 目玉焼き               | ○ | 16点 |                |                        |
| 27  | さぼるな!              | ○ | 18点 | アイデア賞     | 17点からトーク中に+1点 |
| 28  | 柔道一直線             |   | 09点 |                |                        |
| 29  | 宇宙ロケット「日本号」 | ○ | 16点 |                |                        |
| 30  | あったらこわい慣用句   |   | 14点 |                |                        |
| 31  | お手!                  | ○ | 17点 |                | 第86回優勝組           |
| 32  | 火災報知機             | ○ | 16点 |                |                        |
| 33  | 河童                   | ○ | 19点 | 準優勝         | 第26回優勝組           |
| 34  | 線香花火               |   | 13点 |                |                        |
| 35  | 観察日記               | ○ | 15点 |                |                        |
| 36  | 上下関係               | ○ | 16点 |                |                        |
| 37  | アリとイモ虫           |   | 11点 |                |                        |
| 38  | 赤富士                 | ○ | 16点 | 技術賞         |                        |
| 39  | 老人と海               | ○ | 17点 |                |                        |
| 40  | オー!グリーングリーン  | ○ | 15点 |                |                        |
| 41  | 稲妻                   | ○ | 15点 |                | 14点から繰り上げ合格   |
| 42  | マリンスポーツ         | ○ | 15点 |                |                        |
| 43  | 大都会は眠らない       |   | 11点 |                |                        |

優勝 - 16番 手あそびの歌
複数の家族が足を上げて手のひらに見立て、グー・チョキ・パーのほか、かたつむり、ヘリコプター、そして蛸を表現。
準優勝 - 33番 河童
磁石を使って河童の頭の皿を操作し、池で河童が泳ぐ姿を表現。
第3位 - 4番 天気予報
顔を使って晴れ・曇り・雨・雪・台風などの気象マークを表現。
技術賞 - 38番 赤富士
大勢の中学生が手を使って掛け声と共に赤富士を表現。
努力賞 - 10番 だんご虫
二人の女の子がダンゴムシに扮し、坂道から転げ落ちる様をでんぐり返しで表現。
ファンタジー賞 - 3番 かき氷
少年が唇に手のひらをつけ、勢い良く動かしながら息を吐いてかき氷の音を出しかき氷機を表現。演者の少年は、41番『稲妻』でも家族とともに出場。
演技賞 - 20番 リンゴ村から
『今日のおやつなあに?』の言葉にお母さんが登場、お腹でリアルなリンゴを表現。
ユーモア賞 - 17番 家&ヘイ
サザエさんのエンディングテーマ「サザエさん一家」のイントロをBGMとし、それに合わせて家が「イェイ!」、塀が「ヘイ!」と言うだけの作品。審査員や会場の客はアンコールで盛り上がり、退場の時も同じBGMに合わせて退場した。欽ちゃん曰く「ただのダジャレ」。
アイデア賞 - 27番 さぼるな!
剣道の稽古をサボっている少年に、少女剣士が胴を御見舞すると少年の胴体が真っ二つに…。
- その他備考
  - 後楽園ホール改修後初の開催。セットの色がやや濃くなった。
  - 審査員長にはクレイジーキャッツメンバーから植木等が初登場、以後第45,48回でも務めた。
  - 2大会連続の満点0組。これは第33,34回の1例のみ。また、2大会連続で19点の作品が優勝するのは第17,18回以来5年ぶり2例目。
  - 再放送時には田中美佐子と当時の欽塾生だったTake2が第35回の東京予選で『洗車機』という作品で参加した模様が放送された。しかし結果は不合格、後にTake2は、第63回でリベンジを果たすべく再挑戦をしている。また、田中美佐子は2005年夏の『史上最大の生・仮装大賞』でドキュメントVTRのナレーションを担当した。

## 第35回
日本のお正月・新春爆笑仮装コンテスト! 欽ちゃんの第35回全日本仮装大賞
- 放送日 - 1992年1月1日(水)18:30 - 20:54 ※生放送
- 会場 - 東京・後楽園ホール
- ナレーター(仮装) - 堀敏彦(お年玉)
- 欽ちゃんの仮装 - 出初め式の火消し
- 審査員(太字は審査員長) - 仮装(テーマ「日本のおめでたいもの」)
  - 岡田眞澄 - 奴凧
  - 星野知子 - 羽子板の藤娘
  - 林家こぶ平 ※現:林家正蔵 - お供え餅
  - 落合博満 - 三河万歳
  - 藤田弓子 - 弁財天
  - 青島幸男 - 獅子舞
  - 林葉直子 - 小野小町
  - 坂上二郎 - 大黒様
  - 山本晋也 - すごろくのサイコロ
  - 笹森文彦 ※日刊スポーツ - 孫悟空

作品について
- 応募総数 - 15351組
- 出場 - 52組
- 合格 - 40組
- 満点 - 4組
- 合格率 - 76.92%
- 満点率 - 7.69%

- 合格点 - 20点満点中15点以上
- 最高点 - 20点
- 最低点 - 11点
- 平均点 - 15.58点

| No. | 作品                      |   | 点数 | 賞             | 備考                                        |
| --- | ------------------------- | - | ---- | -------------- | ------------------------------------------- |
| 1   | スキーでお正月            | ○ | 16点 |                | 第38回優勝組                                |
| 2   | 羽根つき                  |   | 14点 |                |                                             |
| 3   | 綱引き                    | ○ | 17点 | 努力賞         |                                             |
| 4   | 富士山                    |   | 12点 |                |                                             |
| 5   | 連獅子                    | ○ | 16点 |                |                                             |
| 6   | 初日の出                  |   | 14点 |                |                                             |
| 7   | 大相撲初場所              | ○ | 18点 | ユーモア賞     |                                             |
| 8   | ちょうちょ                | ○ | 16点 |                |                                             |
| 9   | 松竹梅                    | ○ | 15点 |                |                                             |
| 10  | にわとりの一家            | ○ | 15点 |                | ロサンゼルスからの出場 14点から繰り上げ合格 |
| 11  | こんにちは赤ちゃん        | ○ | 16点 |                |                                             |
| 12  | 台風19号                  | ○ | 16点 |                |                                             |
| 13  | 年末宝くじ                | ○ | 15点 |                | 12点から繰り上げ合格                        |
| 14  | ピラニア                  |   | 12点 |                | 10点からトーク中に+2点                      |
| 15  | ジェットコースター        |   | 13点 |                |                                             |
| 16  | 突風                      | ○ | 16点 |                |                                             |
| 17  | 昇り龍                    | ○ | 16点 | 第3位          | 第26回優勝組                                |
| 18  | 木魚                      |   | 12点 |                |                                             |
| 19  | ミラー                    | ○ | 16点 |                | ハワイからの出場                            |
| 20  | なめくじ                  | ○ | 17点 | アイデア賞     | 15点からトーク中に+2点                      |
| 21  | 自動改札機                | ○ | 16点 |                |                                             |
| 22  | おにぎり                  | ○ | 19点 |                | 出演:有川周一 ※放送作家                     |
| 23  | 雨の日のおむかえ          | ○ | 20点 | 準優勝         | 19点からトーク中に+1点(後述)                |
| 24  | だるまさんが転んだ!       |   | 11点 |                |                                             |
| 25  | 電車の連結                | ○ | 18点 |                |                                             |
| 26  | 日が暮れて                |   | 12点 |                |                                             |
| 27  | 浮輪                      | ○ | 15点 |                |                                             |
| 28  | カワセミのダイビング      | ○ | 15点 |                |                                             |
| 29  | ハワイに四季があったなら… |   | 11点 |                | ハワイからの出場                            |
| 30  | 雨もり                    |   | 14点 |                |                                             |
| 31  | パパ気をつけて!           | ○ | 15点 | 演技賞         | 第86回優勝組。14点から繰り上げ合格(後述)    |
| 32  | 切り絵で遊ぶ十二支        | ○ | 20点 |                | 第31回優勝組                                |
| 33  | 桃太郎                    | ○ | 17点 |                |                                             |
| 34  | 月食                      | ○ | 15点 |                | パンケーキを食べていって月食を表現。        |
| 35  | 窓を開ければ…             |   | 12点 |                |                                             |
| 36  | なんだコリャ!?            | ○ | 16点 |                |                                             |
| 37  | スポーツニュース          | ○ | 17点 |                |                                             |
| 38  | 誕生                      | ○ | 19点 | ファンタジー賞 |                                             |
| 39  | ボウリング                | ○ | 20点 | 優勝           |                                             |
| 40  | OH!宝塚                   |   | 11点 |                |                                             |
| 41  | オーイ!帰ったぞ           | ○ | 19点 |                |                                             |
| 42  | 水たまり                  | ○ | 15点 |                |                                             |
| 43  | ファラオの呪い            | ○ | 20点 | 技術賞         |                                             |
| 44  | 門松ショー                | ○ | 15点 |                |                                             |
| 45  | ブロードウェイへの道      | ○ | 15点 |                | ロサンゼルスからの出場                      |
| 46  | 柿どろぼう                | ○ | 17点 |                |                                             |
| 47  | 人魚                      | ○ | 16点 |                |                                             |
| 48  | 動物の謝肉祭              | ○ | 15点 |                |                                             |
| 49  | スルメ                    | ○ | 15点 |                | 14点から繰り上げ合格                        |
| 50  | ひらめいた!               | ○ | 16点 |                | 第13,16,45回優勝組                          |
| 51  | ブラック&ブラック         | ○ | 15点 |                | 14点から繰り上げ合格                        |
| 52  | びんビール                | ○ | 17点 |                |                                             |

優勝 - 39番 ボウリング
ピンの方がボールに寄って来ることでストライクを表現。逆転的な発想が高く評価された。
準優勝 - 23番 雨の日のおむかえ
バス停で父親を待つ子供へ一瞬にして水がはねて泥まみれになる様子をリアルに再現。当初は19点で、山本のみ1点しか入れていなかったが、顔についた泥の正体がチョコレートだということがわかり20点に。
第3位 - 17番 昇り龍
雲間へ龍が昇る様子を表現。満点4組、19点3組にもかかわらず、16点の本作品が3位入賞という珍しい結果となった。
技術賞 - 43番 ファラオの呪い
ミイラが復活する様子を人形と足の動きだけで表現。
努力賞 - 3番 綱引き
沢山の小学生たちが腕を使って綱引きを表現。
ファンタジー賞 - 38番 誕生
サナギから蝶へ成長する様子をリアルに表現。
演技賞 - 31番 パパ気をつけて!
赤ん坊を抱っこしている父親が転倒し赤ん坊が下敷きになるが、赤ん坊が起き上がって父親を担ぐ様子を腕を使って表現。14点で不合格だったが、山本が坂上に1点借りて合格、入賞を果たした。
ユーモア賞 - 7番 大相撲初場所
行司が一瞬にして二人の力士になり一人相撲を演じる。
アイデア賞 - 20番 なめくじ
顔と上半身を青く塗り背景に同化し、唇をナメクジに例えてガラス戸に吸い付き、口に含んだ歯磨き粉を吐き出しなめくじの通り跡をコミカルに表現。
- その他備考
  - 番組史上最高の応募総数を記録、これをピークに以後応募総数は減少。
  - 野球選手の落合博満が審査員として初登場。以降第44,47,50,53,56回と正月大会限定で審査員を務める。
  - 青島幸男が番組復帰。OP直後の欽ちゃんとのトークでは、変わらぬ健在ぶりを見せた。
  - コント55号の番組として企画された仮装大賞だが、この回で放送開始から13年目にして初めて欽ちゃんの相方である坂上二郎が出演。ただし、本番中は欽ちゃんと会話が噛み合わず、突っ込まれる場面があった。
  - 本番でのお年玉が消滅。
  - 22番「おにぎり」は、TBSラジオの小堺一機と関根勤の番組「コサキン快傑アドレナリン」（のちの「コサキンDEワァオ!」）の企画として、放送作家の有川周一が挑戦し、19点を獲得した。
  - 結果発表時の合格者の早口での読み上げが生放送ギリギリのため省略。
  - この日、当初「平成あっぱれテレビ」内で仮装大賞の会場である後楽園ホールから中継を入れる予定だったが、都合で出来ず、そのお詫びと報復として審査員の山本が出演[要説明]。

## 第36回
欽ちゃんの爆笑仮装コンテスト! 第36回全日本仮装大賞
- 放送日 - 1992年5月7日(木)19:00 - 20:54 ※木曜スペシャル枠で放送
- 収録日 - 1992年5月4日(月)
- 会場 - 東京・後楽園ホール
- ナレーター(仮装) - 堀敏彦(ガリバー)
- 欽ちゃんの仮装 - デイヴィッド・クロケット
- 審査員(太字は審査員長) - 仮装(テーマ「小説の主人公」)
  - 岡田眞澄 - 怪盗ルパン
  - 河合美智子 - 赤毛のアン
  - 薬丸裕英 - 坊つちやん
  - 黒鉄ヒロシ - シャーロック・ホームズ
  - 藤田弓子 - 伊豆の踊子
  - 青島幸男 - 三国志の関羽
  - 酒井和歌子 - 風と共に去りぬのスカーレット・オハラ
  - 武田修宏 - 三銃士のダルタニャン
  - 山本晋也 - ピーター・パンのフック船長
  - 松本健男 - 金田一耕助

作品について
- 応募総数 - 6447組
- 出場 - 43組(内1組欠場)
- 合格 - 31組
- 満点 - 1組
- 合格率 - 72.09%
- 満点率 - 2.33%

- 合格点 - 20点満点中15点以上
- 最高点 - 20点
- 最低点 - 9点
- 平均点 - 15.26点

| No. | 作品                         |   | 点数 | 賞             | 備考                                           |
| --- | ---------------------------- | - | ---- | -------------- | ---------------------------------------------- |
| 1   | 飛べ!アンパンマン            | ○ | 17点 |                |                                                |
| 2   | 痛いの痛いのとんでけ〜       |   | 12点 |                |                                                |
| 3   | 金太郎だーっ!                |   | 09点 |                |                                                |
| 4   | ピアノ                       | ○ | 18点 | ファンタジー賞 |                                                |
| 5   | 子泣きじじい                 | ○ | 17点 |                |                                                |
| 6   | いもほり                     |   | 11点 |                |                                                |
| 7   | おもち                       | ○ | 18点 | 演技賞         |                                                |
| 8   | 磁石                         | ○ | 17点 | アイデア賞     |                                                |
| 9   | 雨あがり                     | ○ | 16点 |                |                                                |
| 10  | バランスボール               | ○ | 19点 | 優勝           |                                                |
| 11  | 魔法の森のお姫さま           |   |      |                | 風疹のため欠場。第37回で再挑戦。               |
| 12  | フランクフルトソーセージ     | ○ | 15点 |                |                                                |
| 13  | なんだろう?                  | ○ | 15点 |                |                                                |
| 14  | 赤富士                       | ○ | 15点 |                |                                                |
| 15  | ホタル                       | ○ | 18点 |                | 17点からトーク中に+1点                         |
| 16  | お父さんの時間               |   | 12点 |                |                                                |
| 17  | ゴキブリ                     |   | 12点 |                |                                                |
| 18  | きもだめし                   | ○ | 15点 |                |                                                |
| 19  | シーソー                     | ○ | 16点 |                | 演技終了時は16点、合格作品ダイジェストでは15点 |
| 20  | カクテル                     |   | 12点 |                |                                                |
| 21  | ぶきみな穴                   | ○ | 17点 |                |                                                |
| 22  | サワガニの親子               | ○ | 17点 | 努力賞         | 第29,37回優勝組                                |
| 23  | UFOキャッチャー              | ○ | 16点 |                | 13点から繰り上げ合格                           |
| 24  | 電卓                         | ○ | 15点 |                |                                                |
| 25  | カルシウムでできている       | ○ | 17点 |                | 第13,16,45回優勝組                             |
| 26  | ピッカピカ                   | ○ | 16点 |                |                                                |
| 27  | 宇宙ロケット                 |   | 14点 |                |                                                |
| 28  | 朝顔                         | ○ | 16点 |                |                                                |
| 29  | たそがれて                   |   | 14点 |                |                                                |
| 30  | ターミネーター対スーパーロボ | ○ | 19点 | 第3位          | 18点からトーク中に+1点                         |
| 31  | お好み焼き                   | ○ | 18点 | ユーモア賞     |                                                |
| 32  | プロレス                     | ○ | 15点 |                |                                                |
| 33  | 頭上に注意                   | ○ | 17点 | 技術賞         |                                                |
| 34  | 大津波                       | ○ | 15点 |                |                                                |
| 35  | ゾンビの館                   | ○ | 20点 | 準優勝         | 19点からトーク中に+1点(後述)                   |
| 36  | おやすみ前に                 | ○ | 17点 |                |                                                |
| 37  | くぎ                         |   | 11点 |                |                                                |
| 38  | ビールのあわ                 |   | 10点 |                |                                                |
| 39  | ミルククラウン               | ○ | 16点 |                |                                                |
| 40  | 新幹線「のぞみ」名古屋駅通過 | ○ | 16点 |                |                                                |
| 41  | ホームラン                   |   | 09点 |                |                                                |
| 42  | 青ちゃいまんねんアホでんねん | ○ | 15点 |                |                                                |
| 43  | パチスロ                     | ○ | 17点 |                |                                                |

優勝 - 10番 バランスボール
逆さ吊りの状態で体を左右に揺らし、バランスボールを表現。
準優勝 - 35番 ゾンビの館
部屋でくつろぐ女性がゾンビ(人間の腕が壁中から出てくる)に襲われ、首を掴まれ宙づりにされる様を表現。出場組中唯一の満点になるのは第30回33番で努力賞の「鰹の一本釣」以来となる。「道路工事」二部作や27回技術賞「透明人間」の演者の作品。
第3位 - 30番 ターミネーター対スーパーロボ
ターミネーターとロボットが戦うが、最後はターミネーターの下半身がちぎり取られるグロテスクなロボット作品。
技術賞 - 33番 頭上に注意
高層マンションのベランダから植木鉢が落ちる様を風船で表現、地上にいる男がそれをキャッチし『ビックリしたなぁ〜もう!』とひと言…というコミカルな作品。
努力賞 - 22番 サワガニの親子
川辺でのサワガニの出産シーンを表現。
ファンタジー賞 - 4番 ピアノ
大勢の小学生が顔を白く塗りピアノの鍵盤の一部に扮し『かっこう』『天国と地獄』を演奏、終盤ピアノの前が外れて脚線を露にし、ラインダンス風の演奏を行う。第34回4番・第3位「天気予報」を演じたチーム。
演技賞 - 7番 おもち
七輪で餅が焼ける様子を少年一人で表現。着火から餅が膨らんで蒸気が抜け、火の粉が徐々に消えていく様子を表しながら、消火を表現するため残り火に扮していた赤塗りの顔を素早く黒く塗り暗闇へと扮す、その際体育座りになり腕や足などの上に顔を傾けて笑顔を見せ開いた白い歯や目で七輪の中で僅かに上がる鎮火の煙を表現する。
ユーモア賞 - 31番 お好み焼き
お好み焼きの上のソースと鰹節が絡まる様子を表現。
アイデア賞 - 8番 磁石
巨大な棒磁石に大量の空き缶が一瞬でひっつく。17点で合格したが、岡田眞澄が演技を見逃してしまい1点も採点しないことが発生、青島審査員長からそれを痛烈に批判された。受賞の際には山本が演者に謝罪した。
- その他備考
  - エスコートガールの衣装色がレッドからビリジアンに変更。
  - 27番『宇宙ロケット』で鼻に差し込むための噴射口がなかなか入らず、最終的に演技できたものの不合格。
  - 番組を通して岡田眞澄の意見が欽ちゃんや他の審査員と食い違うことが目立ち、20点がなかなか出なかった。35番『ゾンビの館』も岡田が1点しか入れず19点だったが、欽ちゃんの『19点は気持ち悪い』『あとで100万円(優勝)は考えればいい』などの意見を審査員長に呈したことから岡田が『じゃあ押しましょうか』と発言。欽ちゃんは『押すんだったらもう1回(審査ランプを)みんな消して、気持ち良くバーッとつけて』と要求。番組史上初の採点のやり直しが行われ、同作品は20点を獲得[2]した。後の大会でも意見の食い違いがあり、第41回に決定的な衝突が起きたことで岡田の番組降板へ発展していく。
  - 42番『青ちゃいまんねんアホでんねん』は色コンビの第6作目。この回のトーク時に欽ちゃんから『最終1つ前の作品は彼らの番ということで』とレギュラー化を宣言。
  - この回から全作品の演技終了後に合格作品のダイジェストを流す(第81,87回を除く)。

## 第37回
欽ちゃんの第37回全日本仮装大賞
- 放送日 - 1992年10月11日(日)19:00 - 20:54
- 会場 - 東京・後楽園ホール
- ナレーター(仮装) - 堀敏彦(ロビン・フッド)
- 欽ちゃんの仮装 - 宮本武蔵
- 審査員(太字は審査員長) - 仮装(テーマ「歴史上の偉人」)
  - 山本晋也 - シーザー
  - 城戸真亜子 - ジャンヌ・ダルク
  - 大槻ケンヂ - 天草四郎
  - 中尾ミエ - クレオパトラ
  - 青島幸男 - コロンブス
  - 喜多嶋舞 - 小野小町
  - 岡田眞澄 - チンギス・カン
  - 藤田弓子 - ナイチンゲール
  - 黒鉄ヒロシ - ヴォルフガング・アマデウス・モーツァルト
  - 深井道雄 ※東京新聞 - 松尾芭蕉

作品について
- 応募総数 - 3782組
- 出場 - 42組
- 合格 - 25組
- 満点 - 2組
- 合格率 - 59.52%
- 満点率 - 4.76%

- 合格点 - 20点満点中15点以上
- 最高点 - 20点
- 最低点 - 8点
- 平均点 - 14.14点

| No. | 作品                 |   | 点数 | 賞             | 備考                             |
| --- | -------------------- | - | ---- | -------------- | -------------------------------- |
| 1   | バルセロナの夏       | ○ | 20点 | 技術賞         | 初のトップバッター20点満点       |
| 2   | 一本背負い           | ○ | 15点 |                | 第86回優勝組                     |
| 3   | ネコと魚             | ○ | 15点 |                |                                  |
| 4   | 線香花火             | ○ | 19点 | 準優勝         |                                  |
| 5   | エアコンの故障       | ○ | 15点 |                |                                  |
| 6   | ホールインワン       | ○ | 15点 |                | 14点から繰り上げ合格             |
| 7   | タバコ               |   | 10点 |                |                                  |
| 8   | スーパーマン         | ○ | 15点 |                |                                  |
| 9   | 蚊                   |   | 10点 |                |                                  |
| 10  | ウミガメの産卵       | ○ | 20点 | 優勝           | 第29回優勝組                     |
| 11  | 見えるかな?          | ○ | 16点 | ファンタジー賞 |                                  |
| 12  | 怖い夢               | ○ | 15点 |                |                                  |
| 13  | 魔法の森             | ○ | 15点 |                | 第36回の欠場作品。改題して出場。 |
| 14  | ホチキス             |   | 12点 |                |                                  |
| 15  | 地球                 | ○ | 16点 |                | 第9回優勝組                      |
| 16  | 綿飴                 | ○ | 16点 |                |                                  |
| 17  | 野菜炒め             | ○ | 18点 | 努力賞         |                                  |
| 18  | 北風と太陽           |   | 08点 |                |                                  |
| 19  | 荷物運び             | ○ | 16点 |                | 第13,16,45回優勝組               |
| 20  | サーフィン           |   | 10点 |                |                                  |
| 21  | ゴキブリ             | ○ | 18点 | 演技賞         |                                  |
| 22  | 激流下り             | ○ | 15点 |                |                                  |
| 23  | 人間ドック           |   | 10点 |                | 9点からトーク中に+1点            |
| 24  | 眠る前にアメリカン   |   | 12点 |                |                                  |
| 25  | 洗濯物               | ○ | 15点 |                | 13点から繰り上げ合格             |
| 26  | 芽が出た             | ○ | 16点 |                |                                  |
| 27  | 稲刈り               | ○ | 15点 |                |                                  |
| 28  | 仁王様               | ○ | 17点 | 第3位          | 第26回優勝組                     |
| 29  | 液体金属サイボーグ   |   | 12点 |                | 第58,85回優勝組                  |
| 30  | ロングシュート       |   | 10点 |                |                                  |
| 31  | タコ                 |   | 10点 |                |                                  |
| 32  | 音符                 | ○ | 18点 | アイデア賞     |                                  |
| 33  | ホエールウォッチング | ○ | 15点 |                |                                  |
| 34  | まりつき             |   | 14点 |                |                                  |
| 35  | バナナ               |   | 10点 |                |                                  |
| 36  | 福の神               |   | 11点 |                |                                  |
| 37  | 消火器               |   | 10点 |                |                                  |
| 38  | ストローの袋         |   | 14点 |                |                                  |
| 39  | 納豆                 | ○ | 16点 | ユーモア賞     |                                  |
| 40  | 駐車券               |   | 14点 |                |                                  |
| 41  | 銀と銀               |   | 10点 |                | 9点からトーク中に+1点            |
| 42  | ねずみ花火           | ○ | 16点 |                |                                  |

優勝 - 10番 海亀の産卵
親亀に扮し、体を逆向きにして顔を黒く塗り総排出腔の部分となり、口の中からスポンジを複数吐き出し産卵を表現、その後沢山の亀たちが海へ帰っていく。第29回38番「旅立ち」で優勝したチームの作品。
準優勝 - 4番 線香花火
傘を使って線香花火の火花をリアルに表現。第39回31番「ジェラシー」で第37回と同じく準優勝を果たす。
第3位 - 28番 仁王様
仁王様が威風堂々と歩く様を表現。
技術賞 - 1番 バルセロナの夏
バルセロナオリンピックにまつわる様々なセレモニーを表現。番組史上初のトップバッター20点満点を獲得。しかし、10番「海亀の産卵」が2組目の満点になったことで、演者が寂しそうにしていると欽ちゃんが言及していた。
努力賞 - 17番 野菜炒め
鍋の中の野菜の動きと皿に盛られた野菜炒めの湯気を表現。
ファンタジー賞 - 11番 見えるかな?
黄色と白の布をそれぞれ被った親子が、目玉焼きやドナルドダックなどを表現。
演技賞 - 21番 ゴキブリ
ステージから幼児が大量のゴキブリ(翅を背負い、逆向きに体を配置)に扮し、殺虫剤をまかれ裏返って腹部や肢に扮した姿が現れて暴れることで苦しむ様子を表現。
ユーモア賞 - 39番 納豆
二人の女性が納豆に扮し混ぜてご飯の上に掛けるプロセスをユーモラスに表現。
アイデア賞 - 32番 音符
男性が一人で様々な音楽記号を体で表現するが、最後は32分音符・64分音符などをありえない形で表現。ト音記号を表現する際段取りを間違える一幕も。
- その他備考
  - この回より、タイトルテロップが「欽ちゃんの第○回全日本仮装大賞」表記になり、従来の「爆笑仮装コンテスト」が無くなる。なお、ナレーションや新聞等のラテ欄では第59回まで従来通りのフルタイトルを使用。
  - この回のみエスコートガールが過去最多の6人に。
  - 山形テレビ(当時フジテレビ系)での放送はこの回が最後となった[3]。

## 第38回
日本のお正月・新春爆笑仮装コンテスト! 欽ちゃんの第38回全日本仮装大賞
- 放送日 - 1993年1月1日(金)18:30 - 20:54 ※生放送
- 会場 - 東京・後楽園ホール
- ナレーター(仮装) - 堀敏彦(メキシコのポンチョ)
- 欽ちゃんの仮装 - 火消し頭
- 審査員(太字は審査員長) - 仮装(テーマ「世界の民族衣装」)
  - 岡田眞澄 - 韓国のパクチョゴリ
  - 酒井法子 - インドのサリー
  - 鹿取義隆 - スペインのマタドール
  - 鈴木京香 - フィリピンの晴れ着
  - 青島幸男 - 日本の紋付羽織袴
  - 藤田弓子 - 日本の芸者
  - 石田純一 - トルコの武装着
  - 中山秀征 - アラブの大富豪
  - 山本晋也 - スコットランドのキルト
  - 国分敦 ※報知新聞 - ロシアのルバシカ

作品について
- 応募総数 - 13821組
- 出場 - 51組
- 合格 - 43組
- 満点 - 3組
- 合格率 - 84.31%
- 満点率 - 5.88%

- 合格点 - 20点満点中15点以上
- 最高点 - 20点
- 最低点 - 9点
- 平均点 - 16.06点

| No. | 作品                   |   | 点数 | 賞             | 備考                                    |
| --- | ---------------------- | - | ---- | -------------- | --------------------------------------- |
| 1   | 白黒写真               | ○ | 15点 |                |                                         |
| 2   | カエルの演奏会         | ○ | 16点 |                |                                         |
| 3   | ヘイ!お待ち            | ○ | 19点 | 準優勝         |                                         |
| 4   | たんぽぽ               | ○ | 18点 |                |                                         |
| 5   | アリ地獄               |   | 10点 |                |                                         |
| 6   | スピードレントゲン     | ○ | 15点 |                |                                         |
| 7   | ぼくらのゴジラ         | ○ | 17点 |                | 14点から繰り上げ合格                    |
| 8   | ピロピロ笛             | ○ | 15点 |                |                                         |
| 9   | アニメの目             | ○ | 15点 |                | 14点から繰り上げ合格                    |
| 10  | ジャングル探検         | ○ | 15点 |                |                                         |
| 11  | 砂時計                 | ○ | 15点 |                |                                         |
| 12  | 雪山                   |   | 10点 |                |                                         |
| 13  | 梅ぼし食べたら         | ○ | 17点 |                |                                         |
| 14  | インディアンファミリー |   | 14点 |                | ハワイからの出場 13点からトーク中に+1点 |
| 15  | 不思議なボール         | ○ | 16点 |                | 第13,16,45回優勝組                      |
| 16  | 朝顔                   | ○ | 15点 |                | 14点から繰り上げ合格                    |
| 17  | くっつくかな?          | ○ | 20点 | アイデア賞     |                                         |
| 18  | 人造人間の逆襲         |   | 14点 |                |                                         |
| 19  | サンドバッグ           |   | 09点 |                |                                         |
| 20  | 火の用心               | ○ | 16点 |                |                                         |
| 21  | 各地の名産             | ○ | 15点 |                |                                         |
| 22  | 信号機                 | ○ | 15点 |                |                                         |
| 23  | がんばれ!ライン引き    | ○ | 16点 |                |                                         |
| 24  | 入浴剤                 | ○ | 19点 |                |                                         |
| 25  | 雲仙の霧氷             | ○ | 18点 |                |                                         |
| 26  | ズワイガニ             |   | 14点 |                |                                         |
| 27  | タンチョウヅル         | ○ | 20点 | 優勝           |                                         |
| 28  | おばあちゃん           | ○ | 17点 |                |                                         |
| 29  | 魚釣り                 | ○ | 16点 |                |                                         |
| 30  | オセロ                 | ○ | 18点 | 技術賞         |                                         |
| 31  | クモ                   | ○ | 15点 |                |                                         |
| 32  | ユニセフから           | ○ | 18点 |                |                                         |
| 33  | ニワトリ               | ○ | 18点 | 演技賞         |                                         |
| 34  | ウナギのつかみ取り     | ○ | 17点 |                |                                         |
| 35  | よくある話             |   | 13点 |                |                                         |
| 36  | 透明人間を追え!        | ○ | 18点 |                |                                         |
| 37  | メロン                 | ○ | 17点 |                |                                         |
| 38  | 夜道                   | ○ | 19点 | 第3位          | 第26回優勝組                            |
| 39  | ビデオ再生             | ○ | 19点 | ユーモア賞     |                                         |
| 40  | 宇宙授業               | ○ | 20点 | ファンタジー賞 |                                         |
| 41  | レスキューロボ         | ○ | 18点 |                |                                         |
| 42  | ブギウギガールズ       | ○ | 17点 |                | ハワイからの出場                        |
| 43  | 七輪                   | ○ | 17点 |                |                                         |
| 44  | 洗濯機                 | ○ | 19点 | 努力賞         |                                         |
| 45  | ドロボー               | ○ | 16点 |                | 第86回優勝組                            |
| 46  | 木枯らし               | ○ | 16点 |                |                                         |
| 47  | 静電気                 |   | 09点 |                | 8点からトーク中に+1点                   |
| 48  | 火の鳥                 | ○ | 18点 |                |                                         |
| 49  | 高層建築現場           | ○ | 15点 |                |                                         |
| 50  | トーテムポール         | ○ | 16点 |                |                                         |
| 51  | 5時から男のネクタイ    | ○ | 15点 |                | 第33回優勝組                            |

優勝 - 27番 タンチョウヅル
タンチョウヅルが卵から孵化して成長していき、最後は夕景をバックに飛び立つ感動作。
準優勝 - 3番 ヘイ!お待ち
3人兄弟がリズムに併せて様々な寿司ネタを表現。
第3位 - 38番 夜道
夜道の物音に驚く人の横顔を、男性1人が全身を使ってコミカルに表現。
技術賞 - 30番 オセロ
オセロ盤の各マスにピースに扮した少年らが配置し、白塗りの顔をオセロの白・頭の髪の毛を黒のピースに見立て展開に応じて穴から出し(ピースを打たれる前は穴を塞いでマスになっている)、オセロ遊びを展開する。
努力賞 - 44番 洗濯機
洗濯機の中の洗濯物の動きを歌舞伎に見立てて表現。
ファンタジー賞 - 40番 宇宙授業
スペースシャトル内部からの中継映像をリアルに表現。
演技賞 - 33番 ニワトリ
複数の家族が手足を使って、養鶏場にいる大勢のニワトリを表現。
ユーモア賞 - 39番 ビデオ再生
ドミノ倒しの動きを、再生、巻き戻し、スローモーション、早送りで表現。
アイデア賞 - 17番 くっつくかな?
大量の空き缶がゴミ箱から棒磁石に引き寄せられてくっつく。
- その他備考
  - この回は披露される仮装作品項目が放送当日の読売新聞朝刊の番組広告に掲載された[4]。
  - 歌手・酒井法子が台湾から帰国後、審査員で初出演。
  - テロップサイズと書式を変更(ただし第39回のテロップは元に戻っている)。
  - 得点音を改定、今までより低めの音階に。第50回まで使用。
  - 全演目終了後の合格作品ダイジェスト中に、結果発表時の得点ボードを20点満点にするために加点した得点音がそのままOAされた(演目以外で得点音が鳴った例は第14回がある)。

## 第39回
欽ちゃんの第39回全日本仮装大賞
- 放送日 - 1993年5月6日(木)19:30 - 20:54 ※木曜スペシャル枠で放送
- 収録日 - 1993年5月4日(火)
- 会場 - 東京・後楽園ホール
- ナレーター(仮装) - 堀敏彦(金田一耕助、第31回以来の2度目)
- 欽ちゃんの仮装 - シンドバッド
- 審査員(太字は審査員長) - 仮装(テーマ「小説の主人公」)
  - 岡田眞澄 - レ・ミゼラブルのジャン・ヴァルジャン
  - 早坂好恵 - 赤毛のアン
  - 石原良純 - 姿三四郎
  - 大島智子 - 風と共に去りぬ
  - 青島幸男 - 三国志（第36回以来の2度目）
  - 藤田弓子 - 坊つちやんのマドンナ
  - 辰巳琢郎 - 三銃士
  - ヒロミ(B-21スペシャル) - フランダースの犬のパトラッシュ
  - 山本晋也 - 孫悟空
  - 石元悠生 ※サンケイスポーツ - 怪盗ルパン

作品について
- 応募総数 - 3856組
- 出場 - 34組
- 合格 - 19組
- 満点 - 2組
- 合格率 - 55.88%
- 満点率 - 5.88%

- 合格点 - 20点満点中15点以上
- 最高点 - 20点
- 最低点 - 5点
- 平均点 - 14.15点

| No. | 作品                         |   | 点数 | 賞             | 備考                       |
| --- | ---------------------------- | - | ---- | -------------- | -------------------------- |
| 1   | 大リーグボール               | ○ | 15点 |                |                            |
| 2   | 子供の日                     | ○ | 16点 |                |                            |
| 3   | ヒヤシンス                   | ○ | 16点 | ファンタジー賞 |                            |
| 4   | 白鳥                         | ○ | 15点 |                |                            |
| 5   | 怪奇現象                     | ○ | 16点 |                | 11点から繰り上げ合格(後述) |
| 6   | 修業                         | ○ | 17点 |                |                            |
| 7   | 金魚鉢                       | ○ | 17点 |                |                            |
| 8   | 踏み切り                     | ○ | 16点 |                |                            |
| 9   | 名人芸                       |   | 13点 |                |                            |
| 10  | 90m級ジャンプ                | ○ | 19点 | 技術賞         |                            |
| 11  | いわしの缶づめ               |   | 13点 |                |                            |
| 12  | オナガドリ                   | ○ | 15点 |                |                            |
| 13  | 新幹線のすれちがい           |   | 10点 |                |                            |
| 14  | 孔雀                         |   | 12点 |                |                            |
| 15  | 海の仲間たち                 | ○ | 18点 | 第3位          |                            |
| 16  | にらめっこ                   |   | 13点 |                | 第26回優勝組               |
| 17  | ポラロイドカメラ             | ○ | 16点 | アイデア賞     |                            |
| 18  | 明日は我が身                 |   | 05点 |                |                            |
| 19  | 心電図                       | ○ | 20点 | 優勝           |                            |
| 20  | メロン                       |   | 11点 |                |                            |
| 21  | ゲゲゲの鬼太郎               | ○ | 18点 |                | 第86回優勝組               |
| 22  | なんでしょう?                |   | 14点 |                | 第13,16,45回優勝組         |
| 23  | やっこダコ                   | ○ | 15点 | 努力賞         | 第29,37回優勝組            |
| 24  | ハト時計                     | ○ | 17点 | ユーモア賞     | 出演:梶原比出樹チーム      |
| 25  | クレーター                   |   | 13点 |                |                            |
| 26  | ドラゴンボールZ              |   | 10点 |                |                            |
| 27  | なめくじ                     |   | 08点 |                |                            |
| 28  | かっぱ                       |   | 10点 |                |                            |
| 29  | 絶叫マシーン・フリーフォール | ○ | 15点 |                |                            |
| 30  | 不沈戦艦大和                 |   | 09点 |                |                            |
| 31  | ジェラシー                   | ○ | 20点 | 準優勝         |                            |
| 32  | ピンクとピンク               |   | 09点 |                |                            |
| 33  | ことわざでイエー!            | ○ | 18点 | 演技賞         |                            |
| 34  | ボッコボコ                   |   | 12点 |                |                            |

優勝 - 19番 心電図
バタフライの要領で心電図の波を再現。最後はパタリと動かなくなり、医者に扮したもう一人の演者が一言「ご臨終です」。場内の爆笑をさらった。
準優勝 - 31番 ジェラシー
着火から餅の空気が抜けるまでをジェラシーという形に置き換えて表現。赤く塗った足の裏で着火を表し、七輪の上で餅が膨らんで絡み合う紅白の餅に遅れて膨らんできたもう一つの餅(白塗りの女性)が焼きもち(＝ジェラシー)を焼き、その後空気が抜け3つの普通の餅に戻っていく。第37回4番・準優勝「線香花火」を演じたチーム。
第3位 - 15番 海の仲間たち
海中の様々な生き物を腕で表現。
技術賞 - 10番 90m級ジャンプ
スキー選手がジャンプして着地するまでの様子をてこを使って表現。
努力賞 - 23番 やっこダコ
空高く上がるたこが空中散歩を楽しむ。空中の高さを建物や風景で表現。
ファンタジー賞 - 3番 ヒヤシンス
ヒヤシンスが花を咲かせるまでの様子を表現。
演技賞 - 33番 ことわざでイエー!
常連の色コンビをまねたことわざによる駄洒落ネタ。『本物喰っちまったよ!』と欽ちゃんや審査員からも絶賛。「目の上のたんこぶ」→「目の上の看護婦」など。
ユーモア賞 - 24番 ハト時計
脚の開脚を鳩が出てくる扉に見立て、鳩時計が1時・3時・6時・12時を告げる様をユーモラスに表現。梶原比出樹をリーダーとするこのチームは、後に第52回27番『あん馬』・第69回29番『ピンポン』などで優勝し、最多優勝を記録する。
アイデア賞 - 17番 ポラロイドカメラ
絵の上に貼り付けた毛糸を解き、ポラロイド写真が出来上がる様子を表現。
- その他備考
  - 通常の木曜スペシャル枠のため3年ぶりに1時間半放送。
  - 5番『怪奇現象』で墓石に顔が浮かび上がる演技の際、道具が破けてしまうハプニングが起き、当初は不合格だったが、欽ちゃんが事情を説明した上で急遽予備の道具を使用してやり直し繰り上げ合格となった。
  - 28番の演技終了後のインタビューで、ワイドショーでも取り上げられた「欽ちゃんの自宅火災」もトークのネタに登場した。
  - 最終組の不合格により、第2回以来2度目の合格19組以下となる。出場者が少なかったこともあるが、当時の審査の厳しさも窺える。

## 第40回
欽ちゃんの爆笑仮装コンテスト! 全日本仮装大賞40回記念大会
- 放送日 - 1993年9月30日(木)19:00 - 20:54 ※木曜スペシャル枠で放送
- 収録日 - 1993年9月12日(日)
- 会場 - 東京・後楽園ホール
- ナレーター(仮装) - 堀敏彦(サッカー選手)
- 欽ちゃんの仮装 - 野球のアンパイア
- 審査員(太字は審査員長) - 仮装(テーマ「スポーツ選手」)
  - 岡田眞澄 - 自転車
  - 高橋由美子 - フェンシング
  - マイケル富岡 - アメリカンフットボール
  - 加藤茶 - 野球
  - 藤田弓子 - 弓道（第34回以来の2度目）
  - 青島幸男 - 剣道
  - 小堺一機 - F1レーサー
  - 米森麻美 - 乗馬
  - 山本晋也 - 登山
  - 国分敦 - ラグビー

作品について
- 応募総数 - 5736組
- 出場 - 43組(内1組欠場)
- 合格 - 29組
- 満点 - 2組
- 合格率 - 67.44%
- 満点率 - 4.65%

- 合格点 - 20点満点中15点以上
- 最高点 - 20点
- 最低点 - 6点
- 平均点 - 15.02点

| No. | 作品                                 |   | 点数 | 賞             | 備考                                                                        |
| --- | ------------------------------------ | - | ---- | -------------- | --------------------------------------------------------------------------- |
| 1   | デジタル時計                         | ○ | 19点 | 40回記念賞     |                                                                             |
| 2   | 飛び出す絵本                         | ○ | 19点 | ファンタジー賞 | 第13,16,45回優勝組                                                          |
| 3   | 手筒花火                             |   | 14点 |                |                                                                             |
| 4   | サーフィン                           | ○ | 16点 |                |                                                                             |
| 5   | 熱帯夜                               |   | 09点 |                | 暑いので浴衣を脱ぐと、さらに脱いで骸骨になってしまう。                      |
| 6   | 夏の思い出                           | ○ | 15点 |                |                                                                             |
| 7   | 鵜飼い                               | ○ | 16点 |                |                                                                             |
| 8   | 宅急便                               |   | 12点 |                |                                                                             |
| 9   | 阿波のたぬき                         | ○ | 18点 |                | 17点からトーク中に1点加点されたが、合格作品ダイジェストでは17点で紹介される |
| 10  | ネッシーのシンクロナイズドスイミング | ○ | 20点 | 優勝           |                                                                             |
| 11  | 超音波検査                           | ○ | 15点 |                |                                                                             |
| 12  | ふんころがし                         | ○ | 15点 |                |                                                                             |
| 13  | 鷹の親子                             | ○ | 16点 |                |                                                                             |
| 14  | 風速計                               | ○ | 17点 |                |                                                                             |
| 15  | さらば大都会                         | ○ | 15点 |                | 第29,37回優勝組                                                             |
| 16  | 八百屋さん                           | ○ | 17点 | 演技賞         |                                                                             |
| 17  | 胃かいよう                           | ○ | 15点 |                | 14点から繰り上げ合格                                                        |
| 18  | 現代版 浦島太郎                      | ○ | 15点 |                |                                                                             |
| 19  | メトロノーム                         |   |      |                | 体調不良のため欠場。第41回で再挑戦。                                        |
| 20  | ハチ                                 | ○ | 16点 |                |                                                                             |
| 21  | 産地直送                             |   | 12点 |                |                                                                             |
| 22  | アフリカより愛をこめて               | ○ | 18点 |                | 「We Are The World」に合わせて次々と動物達が歌い出す。第86回優勝組          |
| 23  | アラジン                             |   | 10点 |                |                                                                             |
| 24  | フィーバー                           | ○ | 19点 | 第3位          |                                                                             |
| 25  | 心霊写真                             | ○ | 17点 | アイデア賞     |                                                                             |
| 26  | カブト虫の旅立ち                     | ○ | 15点 | 技術賞         |                                                                             |
| 27  | でんでんむし                         |   | 12点 |                |                                                                             |
| 28  | ドライブ                             | ○ | 17点 |                |                                                                             |
| 29  | 古代ローマの船                       | ○ | 20点 | 準優勝         |                                                                             |
| 30  | のし袋                               |   | 14点 |                |                                                                             |
| 31  | 千手観音                             | ○ | 18点 | ユーモア賞     | 第58,85回優勝組                                                             |
| 32  | ダンゴムシ                           |   | 11点 |                |                                                                             |
| 33  | 二枚の絵画                           | ○ | 16点 |                | 第26回優勝組                                                                |
| 34  | 変身マシーン                         |   | 13点 |                |                                                                             |
| 35  | 全日本花粉大賞                       |   | 06点 |                | 花粉症のくしゃみを得点パネルの音に見立てた作品。                            |
| 36  | ファクシミリ                         | ○ | 15点 |                |                                                                             |
| 37  | 道路標識                             |   | 11点 |                |                                                                             |
| 38  | エキスパンダー                       |   | 14点 |                |                                                                             |
| 39  | ろくろ                               | ○ | 17点 | 努力賞         |                                                                             |
| 40  | 後頭部に注目!                        |   | 10点 |                |                                                                             |
| 41  | 清掃車                               | ○ | 15点 |                |                                                                             |
| 42  | 月食                                 | ○ | 15点 |                |                                                                             |
| 43  | マッチ                               | ○ | 17点 |                |                                                                             |

優勝 - 10番 ネッシーのシンクロナイズドスイミング
深夜の湖を舞台に沢山のネッシーがシンクロを行うミュージカル作品。
準優勝 - 29番 古代ローマの船
子供たちの足をオールに見立て、古代ローマの帆船が戦火の中に突入する様子をダイナミックに表現。
第3位 - 24番 フィーバー
玉状のクッキーをパチンコ玉に見立てそれをポケット役の少年が次々に食べていきフィーバーの様子を表現。
技術賞 - 26番 カブト虫の旅立ち
幼虫からさなぎ、そして満月の夜空へ飛び立つカブトムシの成長を表現。
努力賞 - 39番 ろくろ
巨大なろくろ台の上で布を使い壺を完成させる。
ファンタジー賞 - 2番 飛び出す絵本
魔女が主人公の童話を少女が一人で立体表現。最後は魔女が空を飛ぶ。第13回31番『影絵遊び』、第16回31番『台風』、第45回20番『落ちちゃった』で優勝した演者の作品。
演技賞 - 16番 八百屋さん
3人兄弟がリズムに合わせて様々な野菜をユーモラスに表現。
ユーモア賞 - 31番 千手観音
扇風機の羽根状に組み合わせた回転盤の後ろで両腕を動かし、残像で千手を表現。第100回まで最多の53度本選出場している男性が、4度目の出場にして初の受賞となった。
アイデア賞 - 25番 心霊写真
川原で撮影した写真に写った霊をユーモラスに表現。
40回特別賞 - 1番 デジタル時計
デジタル表示を体で表現、最後は7時になり仮装大賞を見る子供たちがいるリビングに変身する。
- その他備考
  - 『木曜スペシャル』枠内ではこの回が最後の放送。
  - 当初は通常の木曜スペシャル枠として1時間半の放送を予定していたが、応募総数や第40回記念を考慮して出場枠を拡大し通常の2時間放送を決行。番組予告でも『放送時間を30分拡大!』を強調していた。
  - 15周年も重なり、放送直前には様々な番組で仮装大賞特集が組まれた。中でもTVおじゃマンボウでは第40回の舞台裏を紹介、さらに当時のエンディングコーナーだった『懐かしのあの番組』では第1回のダイジェスト版を放送している。
  - 放送前月の1993年8月24日に放送された日本テレビ開局40周年記念ドラマ「ゴールデンボーイズ 1960笑売人ブルース」のオープニングでは、前回大会（第39回）のリハーサル(ヒヤシンス)中の欽ちゃんに欽ちゃん役の小堺一機と恋人役の財前直見が挨拶する様子が登場する。この時に欽ちゃんが『3番の方ですか?』と小堺に振り、『そうです、3番ボタンの穴!』と言って自分の顔を指差すというやり取りを見せている。このドラマがきっかけかは不明だが、小堺は第40回記念大会で審査員として出演。欽ちゃんファミリーであり、仮装大賞の物まねも見せる小堺だが、今のところ審査員として登場したのは第40回だけである。
  - ザ・ドリフターズの加藤茶が審査員で初出演[5]。番組史上で、ザ・ドリフターズのメンバーによる出演はこの回の加藤が唯一。
  - この回から第50回までは放送中盤の仮装から最後の仮装までエスコートガールが羽織っている燕尾服を脱いでエスコートするようになった。(但し、表彰の時は再度着用)
  - 第27回24番『三面鏡』で日本テレビ社員で出場した米森麻美が審査員として出演。ルックルックこんにちはの司会も務めるなど女子アナとして順風満帆に見えたが、2001年に急逝。
  - 22番『アフリカより愛をこめて』は放送後、様々なイベントに招待を受け、放送当日のズームイン!朝!にも出演。
  - 第40回を記念し、第40回特別賞を設置。これまでの『記念賞』の賞金は10万円だったが『特別賞』では30万円に変更。
  - 同年12月25日12:00 - 13:55枠で再放送されたが、放送中にタレント・司会者の逸見政孝死去のニュース速報が入り、全作品終了の13時42分で放送を休止し、逸見の緊急追悼特別番組が放送された。
  - テレビ大分における木曜19・20時台の日本テレビ系同時ネット受けはこの日が最後となった[6]。